# Вуль, Леонид Давидович
Леони́д (Лео́нтий) Дави́дович (Давы́дович) Вуль (1899, Черкассы — 28 июля 1938, Москва) — руководящий сотрудник ВЧК-ОГПУ-НКВД и РКМ, крупный деятель советской милиции, начальник Московского уголовного розыска, начальник Управлений рабоче-крестьянской милиции Москвы и Московской области, директор милиции (1936). Расстрелян в 1938 году, реабилитирован посмертно.

## Биография
Родился в еврейской мещанской семье, брат Ефима и Михаила Вулей.
С 1916 года работал конторщиком на сахарном заводе. Член РСДРП(б) с октября 1917 года . В органах ЧК -ГПУ-НКВД с 1919 года : следователь, секретарь, председатель уездной ЧК (Белая Церковь). В 1920—1922 годах следователь, уполномоченный Московской чрезвычайной комиссии по борьбе с бандитизмом, затем в 1922—1923 годах — начальник отдела по борьбе с бандитизмом МЧК. С 1924 по 1925 годы — начальник отделения по борьбе с бандитизмом оперативного отдела административно-организационного управления ОГПУ СССР. В 1926 году начальник отделения Экономического управления, начальник ударной группы по борьбе с бандитизмом оперотдела ОГПУ СССР.
В 1930—1931 годах заместитель начальника и начальник (в 1931—1933 годах) Московского уголовного розыска. В 1932 году назначен заместителем начальника оперотдела Управления РКМ Московской области и временно исполняющим должность начальника УРКМ Москвы. В 1933—1937 годах -.начальник УРКМ полномочного представительства ОГПУ — НКВД по Москве, а в мае-июле 1937 переведён начальником УРКМ и помощником начальника УНКВД по Саратовской области.
В Саратове 17 июля 1937 арестован вместе с супругой на дому по адресу: улица Ф. Дзержинского, дом 25. Внесен в сталинский расстрельный список «Москва-центр» от 26 июля 1938 года по 1-й категории ( «за» Сталин, Молотов). 28 июля 1938 года приговорён к ВМН Военной коллегией Верховного суда СССР за «принадлежность к контрреволюционной террористической организации в органах НКВД». Расстрелян в тот же день в одной группе осуждённых вместе с руководящими сотрудниками НКВД И. М. Леплевским, Т. Д. Дерибасом и П. Ф. Булахом. Место захоронения — полигон НКВД «Коммунарка». Реабилитирован посмертно ВКВС СССР 24 декабря 1955 года.

## Семья
- Брат: Михаил Давидович Вуль (1888, Брацлав, Каменец-Подольская губерния — 7 февраля 1938, Москва, РСФСР). Председатель правления Моснарбанка в Лондоне. Арестован 9 декабря 1937 на дому по адресу: Москва, Глазовский переулок, дом 4, квартира 5. Внесен в расстрельный сталинский список «Москва-центр» от 3 февраля 1938 г. («за» 1-ю категорию Сталин, Молотов, Каганович).[3] 7 февраля 1938 года приговорен к ВМН ВКВС СССР как «участник контрреволюционной террористической организации». Расстрелян в ночь на 8 февраля 1938 года. Место захоронения — полигон НКВД «Коммунарка». 28 апреля 1956 года реабилитирован посмертно ВКВС СССР.

- Брат: Ефим Давидович Вуль (1895, Брацлав, Каменец-Подольская губерния — 1951, Казахстан, КССР). В 1942 года арестован по месту работы, будучи начальником лагеря ГУЛаг НКВД и получил 8 лет лагерей. Полностью отбыв срок, в 1950 году вышел на свободу. В 1951 году арестован повторно в Москве за «нарушение паспортного режима» и сослан в Казахстан, где и умер в том же году.

- Жена: Раиса Максимовна Вуль[4] (1898, Елец, Тамбовская губерния — 1984, Москва, РСФСР). Арестована в Саратове 17 июля 1937 года вместе с мужем, Леонидом Давидовичем Вулем, и 14 августа 1938 года отправлена на 8 лет в ИТЛ ГУЛага. Умерла в Москве в 1984 году.

## Награды
- Орден Красного Знамени (1927)
- Орден Красной Звезды (14 мая 1936) — «за организацию и проведение образцового порядка в день первомайского парада и демонстрации»[5]